# 蕭孝穆
萧孝穆（？—1043年），字胡独堇，辽国名相。蕭阿古只五世孙，欽哀皇后蕭耨斤弟弟，遼興宗仁懿皇后蕭撻里之父。
1010年，为西北路招讨都监，次年，封太保、北院宰相，1019年，还上京。1022年，知枢密院事。次年，封燕王、南京留守。1029年，平定兴辽大延琳之乱，改任东京留守。1037年，为北院枢密使、吴国王，主持政务，史称政赋平。辽兴宗欲南侵宋朝，萧孝穆反对，而大将萧惠全力支持。之后，宋辽达成了1042年增加岁币的协议。萧孝穆著有《宝老集》。1043年，萧孝穆病故，追封大丞相、晋国王。

## 后裔
- 子：萧阿剌（知足），萧孝穆长子，妻耶律氏，秦晋国王耶律隆庆之女
  - 孙：萧德温，萧知足长子，妻漆水郡夫人、辽水郡夫人、燕国夫人耶律氏
    - 曾孙：萧酬斡（酬窝），萧德温长子，妻越国公主、辽道宗季女耶律特里
    - 曾孙女：道宗惠妃萧坦思，萧德温之女
    - 曾孙女：道宗妃萧斡特懒，萧德温之女

  - 孙：萧德良（余里也），萧知足仲子，妻郑国公主、齐国公主、齐国长公主、辽兴宗仲女耶律斡里太
  - 孙：萧德恭，萧知足三子，妻耶律氏，漆水郡夫人，北王府提不里太师之女
    - 曾孙：萧莹（善光），萧德恭子，妻郑国公主、韩国公主耶律氏，辽兴宗仲子耶律和鲁斡之女
    - 曾孙女：魏国妃萧姚哥，萧德恭女，适耶律淳

  - 孙：萧德俭，萧知足四子，妻耶律氏，漆水郡夫人、越国夫人
  - 孙：萧德让（萧末），萧知足五子，妻郑国公主、魏国公主辽道宗长女耶律撒葛只
- 子：萧无曲（撒八），萧孝穆仲子，妻魏国公主、晋国公主、晋国长公主、辽兴宗长女耶律跋芹
- 女：辽兴宗仁懿皇后萧挞里，萧孝穆之女
- 女：兰陵郡夫人萧撒板，萧孝穆次女，适耶律元佐

## 延伸阅读
[在维基数据编辑]
 《遼史·卷87》，出自脱脱《遼史》